# Ken’ya Matsui
Ken’ya Matsui (jap. 松井謙弥 Matsui Ken’ya; ur. 10 września 1985) – japoński piłkarz. Obecnie występuje w Omiya Ardija.

## Kariera klubowa
Od 2004 roku występował w klubach Júbilo Iwata, Kyoto Sanga F.C., Cerezo Osaka, Tokushima Vortis, Kawasaki Frontale i Omiya Ardija.

## Kariera reprezentacyjna
W 2005 roku Ken’ya Matsui zagrał na Mistrzostwach Świata U-20.